# Wahlkreis Meißen 1
Der Wahlkreis Meißen 1 (Wahlkreis 36) ist ein Landtagswahlkreis in Sachsen. Er umfasst die Städte Lommatzsch, Riesa und Strehla sowie die Gemeinden Diera-Zehren, Hirschstein, Käbschütztal, Stauchitz und Zeithain und damit den nordwestlichen Teil des Landkreises Meißen und existiert in dieser Form seit 2014. Bei der letzten Landtagswahl (im Jahr 2019) waren 46.488 Einwohner wahlberechtigt. Vorläufer des Wahlkreises Meißen 1 war zwischen 1994 und 2009 der Wahlkreis Riesa-Großenhain 1. Dieser wurde bei der Neustrukturierung der Landtagswahlkreise zur Landtagswahl 2014 durch Übernahme dreier Kommunen aus dem 2009 gültigen Wahlkreis Meißen 1 vergrößert und erhielt ebenfalls die Bezeichnung Wahlkreis Meißen 1. Die Wahlbeteiligung lag 2019 bei 62,6 % (29.109 Wähler).

## Wahl 2024
Die Landtagswahl 2024 führte zu folgendem Ergebnis:
| Direktkandidat     | Partei              | Erststimmen in % | Zweitstimmen in % |
| ------------------ | ------------------- | ---------------- | ----------------- |
| Falk Müller        | CDU                 | 30,7             | 31,8              |
| Carsten Hütter     | AfD                 | 41,6             | 39,5              |
| Markus Prohle      | Die Linke           | 2,1              | 2,0               |
| Volker Herold      | GRÜNE               | 1,4              | 1,6               |
| Andreas Näther     | SPD                 | 5,6              | 4,6               |
| Sven Borner        | FDP                 | 1,3              | 0,9               |
| Steffen Mühlpfordt | Freie Wähler        | 3,4              | 1,9               |
| –                  | Die Partei          | –                | 0,5               |
| –                  | Piraten             | –                | 0,2               |
| –                  | ÖDP                 | –                | 0,1               |
| –                  | BüSo                | –                | 0,0               |
| –                  | Tierschutz hier!    | –                | 1,0               |
| –                  | dieBasis            | –                | 0,2               |
| –                  | Bündnis C           | –                | 0,1               |
| Dirk Zschoke       | Bündnis Deutschland | 1,6              | 0,6               |
| Uta Knebel         | BSW                 | 11,4             | 12,5              |
| Peter Schreiber    | Freie Sachsen       | 0,9              | 2,2               |
| –                  | V-Partei3           | –                | 0,1               |
| –                  | WU                  | –                | 0,2               |

## Wahl 2019
Vorläufiges Ergebnis der Landtagswahl am 1. September 2019 im Wahlkreis 37 – Meißen 1:
(Ergebnisse in Prozent)
| Direktkandidat   | Partei               | Direktstimmen | Listenstimmen |
| ---------------- | -------------------- | ------------- | ------------- |
| Geert Mackenroth | CDU                  | 29,3          | 30,5          |
| Uta Knebel       | Die Linke            | 12,8          | 9,2           |
| Amrei Drechsler  | SPD                  | 5,0           | 6,4           |
| Carsten Hütter   | AfD                  | 36,2          | 34,3          |
| Katja Meier      | GRÜNE                | 4,3           | 4,1           |
| –                | NPD                  | –             | 1,8           |
| Sven Borner      | FDP                  | 5,9           | 4,9           |
| Dieter Wamser    | Freie Wähler         | 6,5           | 4,0           |
| –                | Tierschutz           | –             | 1,6           |
| –                | Piraten              | –             | 0,3           |
| –                | Die PARTEI           | –             | 1,0           |
| –                | BüSo                 | –             | 0,0           |
| –                | ADPM                 | –             | 0,3           |
| –                | Blaue Partei         | –             | 0,3           |
| –                | KPD                  | –             | 0,1           |
| –                | ÖDP                  | –             | 0,2           |
| –                | Die Humanisten       | –             | 0,1           |
| –                | PDV                  | –             | 0,1           |
| –                | Gesundheitsforschung | –             | 0,7           |

| Wahlberechtigte | 46.488 |
| Wahlbeteiligung | 62,6 % |

## Wahl 2014
Die Landtagswahl 2014 hatte folgendes Ergebnis:
| Direktkandidat   | Partei          | Erststimmen in % | Zweitstimmen in % |
| ---------------- | --------------- | ---------------- | ----------------- |
| Geert Mackenroth | CDU             | 39,0             | 39,6              |
| Uta Knebel       | Die Linke       | 26,1             | 21,1              |
| Katja Schittko   | SPD             | 9,1              | 10,5              |
| Ines Hartdorf    | AfD             | 9,6              | 10,2              |
| Volker Herold    | GRÜNE           | 4,4              | 3,1               |
| Sven Borner      | FDP             | 4,3              | 4,4               |
| Jürgen Gansel    | NPD             | 5,8              | 6,2               |
| –                | Freie Wähler    | –                | 1,6               |
| Michael Wilhelm  | Piraten         | 1,2              | 0,9               |
| –                | Tierschutz      | –                | 1,0               |
| Karl Böttcher    | BüSo            | 0,6              | 0,6               |
| –                | DSU             | –                | 0,1               |
| –                | pro Deutschland | –                | 0,4               |
| –                | Die PARTEI      | –                | 0,4               |

## Bisherige Abgeordnete
Direkt gewählte Abgeordnete des Wahlkreises 37 (Meißen 1 bzw. Riesa-Großenhain 1) waren:
| Jahr | Name             | Partei | Anteil der Erststimmen |
| ---- | ---------------- | ------ | ---------------------- |
| 2019 | Carsten Hütter   | AfD    | 36,2 %                 |
| 2014 | Geert Mackenroth | CDU    | 39,0 %                 |
| 2009 | Geert Mackenroth | CDU    | 33,2 %                 |
| 2004 | Wolfram Köhler   | CDU    | 41,1 %                 |
| 1999 | Heiner Sandig    | CDU    | 53,8 %                 |
| 1994 | Heiner Sandig    | CDU    | 44,1 %                 |

## Landtagswahlen 1990–2019
Die Ergebnisse der Landtagswahlen seit 1990 im Gebiet des heutigen Wahlkreises Riesa-Großenhain 1 waren (Zweit- bzw. Listenstimmen):
| Partei        | 1990 | 1994 | 1999 | 2004 | 2009 | 2014 | 2019 |
| ------------- | ---- | ---- | ---- | ---- | ---- | ---- | ---- |
| CDU           | 48,8 | 53,4 | 56,6 | 40,8 | 38,7 | 39,6 | 30,5 |
| PDS/Die Linke | 12,2 | 18,6 | 23,8 | 26,5 | 23,0 | 21,1 | 9,2  |
| SPD           | 23,9 | 19,4 | 10,1 | 8,3  | 10,3 | 10,5 | 6,4  |
| AfD           | –    | –    | –    | –    | –    | 10,2 | 34,3 |
| NPD           | 0,8  | -    | 2,9  | 11,3 | 7,8  | 6,2  | 1,8  |
| FDP           | 4,8  | 2,5  | 0,8  | 5,3  | 10,1 | 4,4  | 4,9  |
| GRÜNE         | 5,5  | 3,9  | 2,1  | 3,7  | 4,6  | 3,1  | 4,1  |
| Sonstige      | 3,9  | 2,3  | 3,7  | 4,3  | 5,5  | 4,9  | 8,8  |